# Fiumicellu
Der Fiumicellu ist ein Fluss in Frankreich, der im Département Corse-du-Sud auf der Insel Korsika verläuft. Er entspringt unter dem Namen Ruisseau de Bojarecciu im Regionalen Naturpark Korsika, an der Südwest-Flanke der Punta Malvezza (1567 m), im Gemeindegebiet von Guitera-les-Bains, entwässert generell Richtung Südwest bis Süd, wechselt vorübergehend nochmals den Namen auf Ruisseau de Chiova und mündet nach rund 20 Kilometern an der Gemeindegrenze von Forciolo und Zigliara als rechter Nebenfluss in den Taravo.

## Orte am Fluss
- Frasseto
- Campo
- Ampaza, Gemeinde Azilone-Ampaza
- Azilone, Gemeinde Azilone-Ampaza
- Forciolo
- Zigliara